# Bokiv, Pidhaiți
Bokiv (în ucraineană Боків) este o comună în raionul Pidhaiți, regiunea Ternopil, Ucraina, formată numai din satul de reședință.

## Demografie
Componența lingvistică a comunei Bokiv
     Ucraineană (100%)
Conform recensământului din 2001, toată populația comunei Bokiv era vorbitoare de ucraineană (100%).